# 쿠보 히로시 (가수)
쿠보 히로시(일본어: 久保 浩 くぼ ひろし[*], 1946년 11월 1일 ~ )는 일본의 가수다. 후쿠오카현 기타큐슈시 출신이다.